# Císařský dům (Mikulášovice)
Císařský dům čp. 2 v Mikulášovicích je barokní měšťanský dům z poloviny 18. století, čímž patří mezi nejstarší ve městě. Roku 1779 v něm přespal císař Josef II. Od roku 1966 je chráněný jako kulturní památka.

## Historie
Císařský dům čp. 2 byl postaven kolem poloviny 18. století naproti kostelu svatého Mikuláše a zároveň vedle lékárny U Lva (čp. 4). Patří tak k nejstarším dochovaným domům v Mikulášovicích. Další stavební úpravy probíhaly v první polovině 19. století. V době těchto úprav nad hlavními dveřmi přibyl reliéf Svaté rodiny. Dům nejdříve vlastnil místní obchodník Zacharias Römisch (1720–1799), poté ho zdědil jeho syn Franz Zacharias Römisch (1757–1832). V Císařském domě v noci z 20. na 21. září 1779 přespala velice vážená návštěva. Byl to císař Josef II. (1741–1790), který byl zrovna na své inspekční cestě po severu Čech. Roku 1880 nechali obyvatelé Mikulášovic vyrobit a uvnitř domu umístit pamětní desku, která připomínala výročí usednutí panovníka na trůn. Tato deska se dnes nenachází na svém původním místě, protože ji málem ukradli zloději. V Císařském domě přespal roku 1813 také Napoleonův generál Georges Mouton de Lobau (1770–1838) a roku 1841 rakouský arcivévoda Štěpán Viktor Habsbursko-Lotrinský (1817–1867). Dům přečkal velký požár města z 20. září 1842, který spálil skoro celé jádro město na popel. Na počátku 20. století přibyly v přízemí výkladce nově vytvořených obchodů.
Císařský dům je ve vlastnictví města Mikulášovice. Dne 4. dubna 1966 byl zapsán jako nemovitá kulturní památka.

## Popis
Barokní dvoupatrový dům stojí na obdélném půdorysu. Dochovala se celá řada původních prvků, jako hlavní dveře. Fasáda je původní, v průběhu historie domu opravovaná a různě natíraná (bílozelená kombinace, okrová). Okna jsou obdélná, výkladce v přízemí zdobí šambrány. Nad hlavním vchodem je umístěný štukový reliéf Svaté rodiny a štít. Dům zakrývá mansardová střecha pokrytá pálenými taškami. Uvnitř domu se dochovala malba vojáka vedle místnosti, kde přespal císař Josef II.

## Galerie

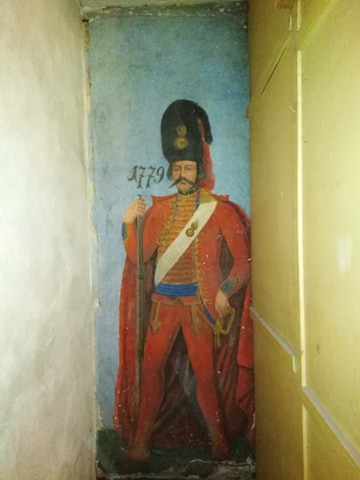
Malba vojáka
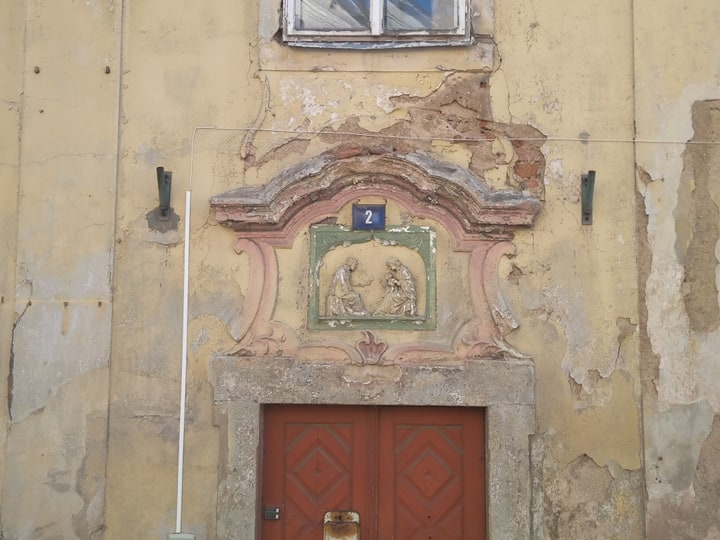
Supraporta s reliéfem Svaté rodiny